# Soulsister
I Soulsister sono un duo pop belga formato da Jan Leyers e Paul Michiels.

## Storia
Attivi a partire dal 1986, due anni dopo hanno avuto enorme successo sia in patria che all'estero (soprattutto in Germania e negli Stati Uniti) con il singolo The Way to Your Heart.
Nel 2008 è uscito il loro album Closer, a 14 anni dal precedente.

## Discografia

### Album
- 1988 - It Takes Two
- 1990 - Heat
- 1992 - Simple Rule
- 1994 - Swinging Like Big Dogs
- 2008 - Closer

### Compilation
- 1997 - Very Best of Soulsister
- 2003 - Het Beste Van

### Singoli
- 1988 - Like a Mountain
- 1988 - The Way to Your Heart
- 1989 - Blame You
- 1990 - Downtown
- 1990 - Through Before We Started
- 1991 - Company
- 1991 - Facing Love
- 1991 - She's Gone
- 1992 - Broken
- 1992 - Locks and Keys
- 1993 - Promises
- 1993 - Ain't That Simple
- 1994 - Tell Me What It Takes
- 1994 - Wild Love Affair
- 1995 - Crush
- 1995 - I Need Some Time
- 1997 - Try Not to Cry
- 2007 - Back in a Minute
- 2008 - How Many Waterfalls